# Jan Dettmers
Jan Dettmers (* 1976) ist ein deutscher Psychologe und Hochschullehrer.

## Leben
Er studierte Psychologie, Informatik und Soziologie an Universität Hamburg und Universität La Sapienza in Rom. 2004 wurde er Diplom-Psychologe. Nach seiner Promotion in Hamburg 2009 (Gutachter: Eva Bamberg, Friedemann W. Nerdinger, Matthias Burisch und Monique Janneck) erhielt 2011 er den Ruf auf eine Juniorprofessur für Arbeits- und Organisationspsychologie an der Universität Hamburg. Nach einem Forschungs- und Lehraufenthalt an der Macquarie University und einer Vertretungsprofessur an der Universität Leipzig von 2014 bis 2015 übernahm er im Oktober 2015 die Professur für Arbeits- und Organisationspsychologie an der Medical School Hamburg. 2018 erhielt er einen Ruf auf die Professur für Arbeits- und Organisationspsychologie der Fernuniversität in Hagen. Dort leitet er seit 2019 das Lehrgebiet für Arbeits- und Organisationspsychologie.

### Forschungsschwerpunkte
Die Forschungsschwerpunkte von Jan Dettmers liegen in den Bereichen Flexible Arbeit und Gesundheit, Work-Home-Interaction, Dienstleistungsarbeit und Innovation. Nach seiner Promotion spezialisierte sich Jan Dettmers auf flexible Formen der Arbeit, die sich einerseits durch einen hohes Ausmaß an Autonomie und Selbststeuerung, anderseits durch ein Verschwinden herkömmlicher Struktur und Grenzen auszeichnen.
Dettmers untersucht die Auswirkungen entgrenzter Arbeit und deren Auswirkungen auf Erholungsprozesse und die Life-Domain Balance. Insbesondere publizierte er zahlreiche Artikel zum Thema Erweiterte Verfügbarkeit (»Ständige Erreichbarkeit«). Auf der Grundlage seiner empirisch Befunde zu vermittelnden Prozessen und moderierenden Faktoren der Wirkung von erweiterter Verfügbarkeit entwickelte er Gestaltungs- und Trainingskonzepte für den gesundheitsförderlichen Umgang mit erweiterter Verfügbarkeit. Ein zweiter Schwerpunkt betrifft die ambivalente Wirkung von hoher Autonomie bei der Arbeit, den Umgang mit der zunehmenden Anforderung der eigenständigen Gestaltung der Arbeit (Job Crafting) sowie die Rolle selbstgefährdender Coping-Strategien im Umgang mit Stress, v. a. Zeitdruck, welche die negative Wirkung von Stress verstärken können.
Neben der wissenschaftlichen Betrachtung von neuen, flexiblen Formen untersucht und entwickelt er Methoden der Gefährdungsbeurteilung psychischer Belastungen der Arbeit und berät Unternehmen und Institutionen zu diesem Thema.

## Schriften (Auswahl)
- J. Dettmers, E. Clauß: Arbeitsgestaltungskompetenzen für flexible und selbstgestaltete Arbeitsbedingungen. In: Gestaltungskompetenzen für gesundes Arbeiten. Springer, Berlin/Heidelberg 2018, S. 13–25.
- J. Dettmers: How extended work availability affects well-being: The mediating roles of psychological detachment and work-family-conflict. In: Work & Stress. Band 31, Nr. 1, 2017, S. 24–41.
- J. Dettmers: Ständige Erreichbarkeit und erweiterte Verfügbarkeit–Wirkungen und Möglichkeiten einer gesundheitsförderlichen Gestaltung. In: Digitale Arbeit–Digitale Gesundheit. BKK Gesundheitsreport. 2017, S. 167–174.
- J. Dettmers, T. Vahle-Hinz, E. Bamberg, N. Friedrich, M. Keller: Extended work availability and its relation with start-of-day mood and cortisol. In: Journal of Occupational Health Psychology. Band 21, Nr. 1, 2016, S. 105.
- J. Dettmers, E. Bamberg, K. Seffzek: Characteristics of extended availability for work: The role of demands and resources. In: International Journal of Stress Management. Band 23, Nr. 3, 2016, S. 276.
- J. Dettmers, N. Deci, S. Baeriswyl, M. Berset, A. Krause: Self-endangering work behavior. In: Healthy at work. Springer, Cham 2016, S. 37–51.
- J. Dettmers, S. Kaiser, S. Fietze: Theory and practice of flexible work: Organizational and individual perspectives. Introduction to the special issue. In: management revue. Band 24, Nr. 3, 2013, S. 155–161.
- J. Dettmers: Rolleninnovation und organisationale Innovativität. In: Zeitschrift für Arbeits- und Organisationspsychologie. Band 54, Nr. 3, Juli 2010, S. 105–116.
- J. Dettmers: Kooperation und Kompetenzentwicklung : Wirksamkeit und Bedingungen. Saarbrücken 2007, ISBN 978-3-8364-1916-1.
- „Ich bin doch kein Kellner!“ Das kunden- und innovationsbezogene Aufgabenverständnis von Handwerkern. Hamburg 2009.